# Río Bueno
Río Bueno – miasto w Chile, w regionie Los Ríos, w prowincji Ranco.